# Kanton Piñas

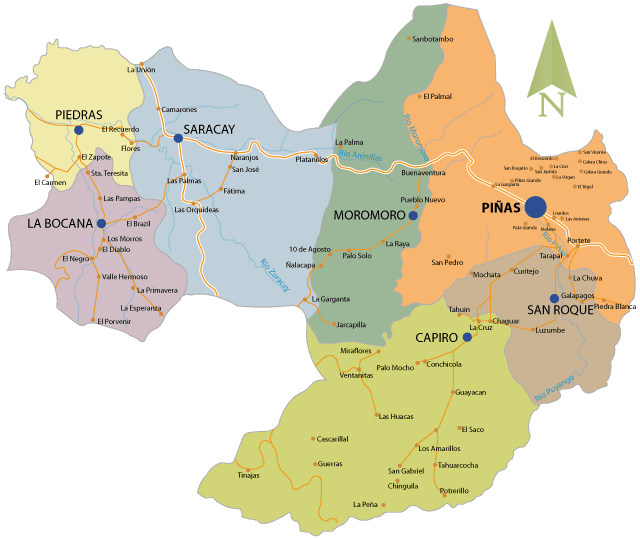
Gliederung des Kantons Piñas in Parroquias

Der Kanton Piñas befindet sich in der Provinz El Oro im Süden von Ecuador. Er besitzt eine Fläche von 616,9 km². Im Jahr 2020 lag die Einwohnerzahl schätzungsweise bei 30.200. Verwaltungssitz des Kantons ist die Kleinstadt Piñas mit 15.517 Einwohnern (Stand 2010). Der Kanton Piñas wurde am 8. November 1940 (Registro Oficial) eingerichtet.

## Lage
Der Kanton Piñas befindet sich in den westlichen Ausläufern der Anden im Süden der Provinz El Oro. Der östliche Teil des Kantons wird über die Flüsse Río Piñas und Río Moromoro nach Süden zum Río Puyango entwässert. Das westliche Kantonsgebiet wird über den Río Arenillas nach Westen entwässert. Die Fernstraße E50 führt in Nord-Süd-Richtung durch den westlichen Teil des Kantons und passiert dabei Saracay. Die E585 (Arenillas–Portovelo) zweigt bei Saracay von der E50 nach Osten ab und führt nach Piñas.
Der Kanton Piñas grenzt im Süden an die Provinz Loja, im Westen an die Kantone Balsas, Marcabelí und Arenillas, im Norden an die Kantone Santa Rosa und Atahualpa sowie im Osten an die Kantone Zaruma und Portovelo.

## Verwaltungsgliederung
Der Kanton Piñas ist in die Parroquias urbanas („städtisches Kirchspiel“)
- La Susaya
- Piñas
- Piñas Grande

und in die Parroquias rurales („ländliches Kirchspiel“)
- Capiro
- La Bocana
- Moromoro
- Piedras
- San Roque
- Saracay

gegliedert.